# Astrosansonia
Astrosansonia is een geslacht van slakken uit de familie van de Pickworthiidae. De wetenschappelijke naam is voor het eerst geldig gepubliceerd door Jacques Le Renard en Philippe Bouchet in 2003. Ze duidden als typesoort aan Astrosansonia dautzenbergi, die Arthur Bavay in 1917 had beschreven als Liotia dautzenbergi. Het is een zeer kleine slakkensoort (schelpgrootte rond 1 mm) die voorkomt in Frans-Polynesië. Daarnaast brachten ze nog een fossiele soort onder bij het geslacht: Astrosansonia micraster uit het Mioceen, oorspronkelijk beschreven als Liotia micraster door Oskar Boettger in 1907.